# Spirobolus caudulanus
Spirobolus caudulanus är en mångfotingart som beskrevs av Karsch 1881. Spirobolus caudulanus ingår i släktet Spirobolus och familjen Spirobolidae. Inga underarter finns listade i Catalogue of Life.